# Hello! (periodico)
Hello! è un settimanale britannico specializzata in notizie su celebrità e articoli su particolari esperienze di vita pubblicato nel Regno Unito dal 1988. È la versione britannica di ¡Hola!, settimanale spagnolo.

## Storia
Hello! è stato lanciato nel 1988 da Eduardo Sánchez Junco, proprietario e presidente di ¡Hola!, periodico creato nel 1944 dai coniugi Antonio Sánchez Gómez e Mercedes Junco Calderón. La rivista spagnola ha molte versioni locali per diversi paesi del mondo: Canada, Thailandia, Argentina, Brasile, Cile, Grecia, Indonesia, Messico, Perù, Filippine, Thailandia, Stati Uniti d'America e Venezuela.